# 村田博美
村田 博美（むらた ひろみ、1965年1月30日 - ）は、日本の女性声優。神奈川県横浜市出身。アクセント所属。日本芸術専門学校講師。

## 人物
かつては青二プロダクション、ビーボに所属していた。
趣味は映画、ART、音楽鑑賞、清元、ピアノ、随筆、旅行。好きな画家はモネ。
資格は日本舞踊、西川流師範。

## 出演

### テレビアニメ
- コンポラキッド（1985年、アンナ）
- 剛Q超児イッキマン（1986年、ラサラス）
- 新メイプルタウン物語 パームタウン編（1987年、ケイト、幼稚園の先生）
- キテレツ大百科（1988年、加奈子）
- ビックリマン（1988年、静女天）
- ツヨシしっかりしなさい（1993年、女店員）

### 劇場アニメ
- ボビーに首ったけ（1985年、中原咲美）
- 妖精フローレンス（1985年）
- 時空の旅人（1986年、早坂哲子[7]）
- 銀河英雄伝説外伝 黄金の翼（1992年、アンネローゼ・フォン・グリューネワルト）

### OVA
- デルパワーX 爆発みらくる元気!!（1986年、ローラ・マクラーレン）
- スペース・ファンタジア 2001夜物語（1987年、カレン）
- TWD EXPRESS ROLLING TAKEOFF（1987年、ケイ）

### ゲーム
- 悪魔城ドラキュラX 血の輪廻（1993年、テラ）
- シェンムー（1999年、玲莎花の母）
- 悪魔城ドラキュラ Xクロニクル（2007年、テラ）

### 吹き替え
- 1999年の夏休み（1988年、直人〈中野みゆき〉）

### 映画
- 毎日が夏休み（1994年、大人のスギナの声）
- ガメラ2 レギオン襲来（1996年）

### ナレーション
- 日本遺産物語〜時を紡ぐ旅〜（2014年、BSフジ）
- 1995 ヤマハ オン&オフ （2014年、テレ東)